# Мови Сербії
Державною мовою Сербії є сербська. Також в Сербії розповсюджені албанська (використовується в Прешевській долині і в de facto незалежній республіці Косово), угорська, румунська, словацька, Бачвансько-русинська та хорватська (всі вони є офіційними мовами Воєводини), українська, болгарська, ромська, чеська, боснійська, власька, буневачький діалект, македонська та інші мови.
На великій частині півдня Сербії розмовним є торлацький діалект. Хоча він і не має стандартної форми і державного статусу, торлацький можна розглядати у вигляді окремої мови. Він сформувався як частина південного слов'янського діалекту і є перехідним між південно-східними слов'янськими мовами (в основному, болгарською та македонською) і південно-західними слов'янськими мовами (в тому числі і Сербською).